# Mariage homosexuel en Équateur
Pour des articles plus généraux, voir Mariage en Équateur, Droits LGBT en Équateur et Mariage homosexuel.
Le Mariage homosexuel est légal en Équateur depuis juillet 2019.
En juillet 2018, deux juges d'un tribunal de Cuenca, se basant sur une décision de la Cour interaméricaine des droits de l'homme, estiment que l'interdiction du mariage homosexuel en Équateur est illégale. Toutefois, en septembre de la même année, après que le Registre civil a fait appel devant une cour provinciale de justice du pays, ce jugement est révoqué. La cour en question affirme que seule l'Assemblée nationale est apte à décider d'une éventuelle évolution de la loi à ce sujet.
Le 12 juin 2019, la Cour constitutionnelle équatorienne juge par 5 voix contre 4 que la décision de la Cour interaméricaine des droits de l'Homme est applicable dans le pays. Cette décision légalise de fait le mariage homosexuel dans le pays,. La décision prend effet à sa publication au journal officiel le 8 juillet 2019,.